# Arantina
Arantina é um município brasileiro no interior do estado de Minas Gerais, Região Sudeste do país. Localiza-se no sul mineiro e está situado a cerca de 360 km da capital estadual. Ocupa uma área de 89,42 km², sendo que 0,36 km² estão em perímetro urbano, e sua população em 2018 era de 2 804 habitantes.
A sede tem uma temperatura média anual de 21,2 °C e na vegetação do município predomina a Mata Atlântica. Com 98% da população vivendo na zona urbana, a cidade contava, em 2009, com dois estabelecimentos de saúde. O seu Índice de Desenvolvimento Humano (IDH) é de 0,736, considerando como médio em relação ao estado.
O povoamento do lugar teve início no decorrer da segunda metade do século XIX, com a construção do trecho da Estrada de Ferro Oeste de Minas (EFOM) que viria a cortar a cidade. Atualmente destacam-se o artesanato produzido no município e eventos realizados anualmente, como o carnaval de Arantina.

## História

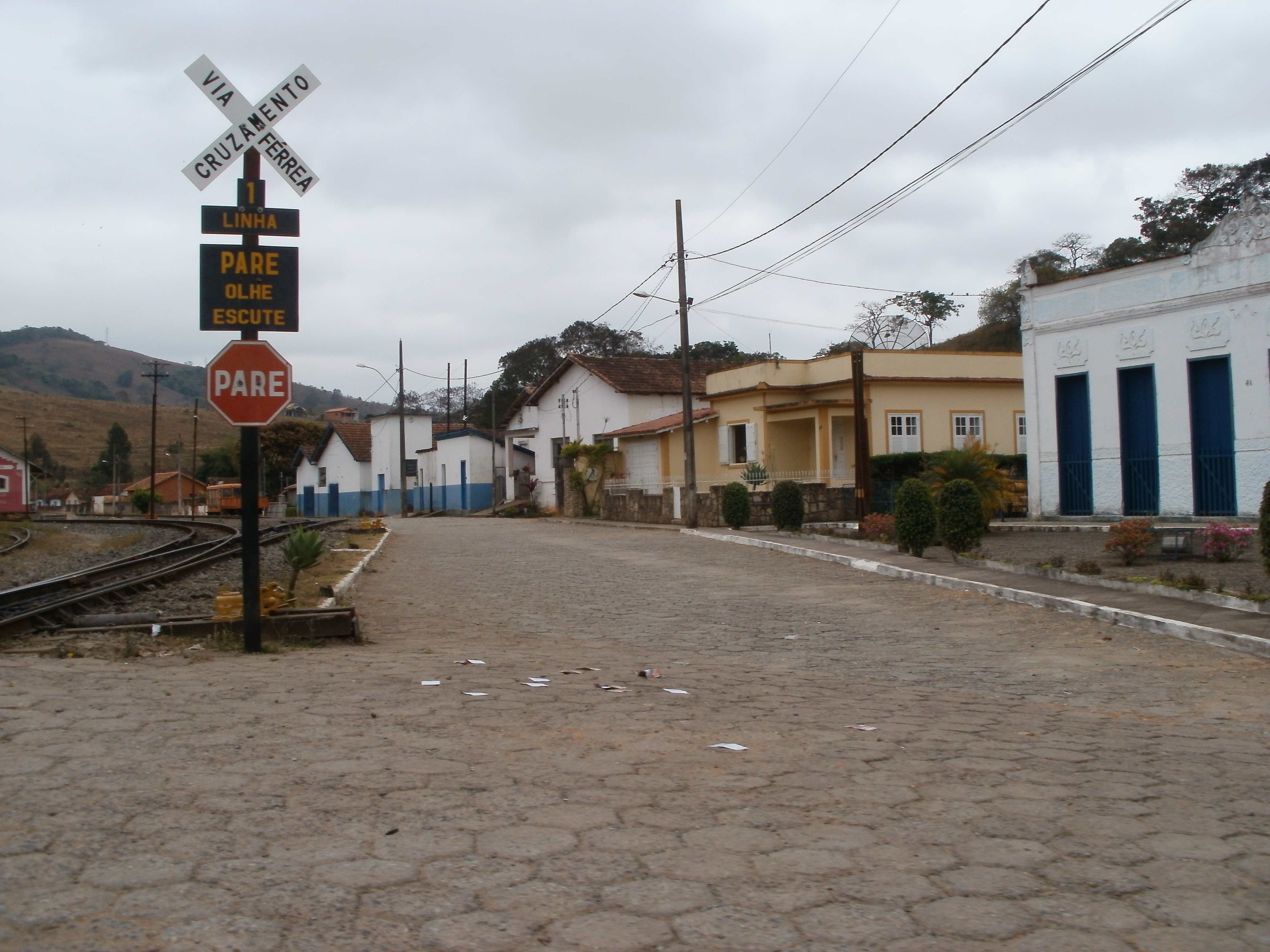
Passagem de nível em Arantina

A área do atual município começou a ser habitada no decorrer do século XIX, quando estava sendo construída a Estrada de Ferro Oeste de Minas (EFOM). A ferrovia pretendia ligar o sul de Goiás a Angra dos Reis, no Rio de Janeiro, passando por Barra Mansa (RJ), operando trens de passageiros e cargas. Em Arantina havia um entroncamento da EFOM com a Linha da Barra (nome derivado da cidade de Barra do Piraí), ligando Bom Jardim de Minas à linha de Barra Mansa, hoje extinta.
Um pequeno povoado surgiu às margens da estação ferroviária de Arantes, então situada no município de Mantiqueira (hoje Bom Jardim de Minas). Assim, por vários anos, o povoado que hoje é Arantina pertencia a Bom Jardim de Minas, como na espécie de arraial de Bom Jardim de Minas. O povoado era conhecido como Várzea do Paiol, uma vez que na atual sede do município existia um paiol utilizado para guardar o milho colhido pelo fazendeiro Juca Pereira, dono de grande parte das terras do município.
O povoado se consolidou com a fabricação de cerâmica. Dado o crescimento econômico, pela lei estadual nº 1.058, de 31 de dezembro de 1943, cria-se o distrito subordinado a Bom Jardim de Minas, que recebeu seu nome em homenagem à estação ferroviária. Arantina se emancipou pela lei estadual nº 2.764 de 30 de dezembro de 1962, sendo instalada oficialmente em 1º de março de 1963.

## Geografia

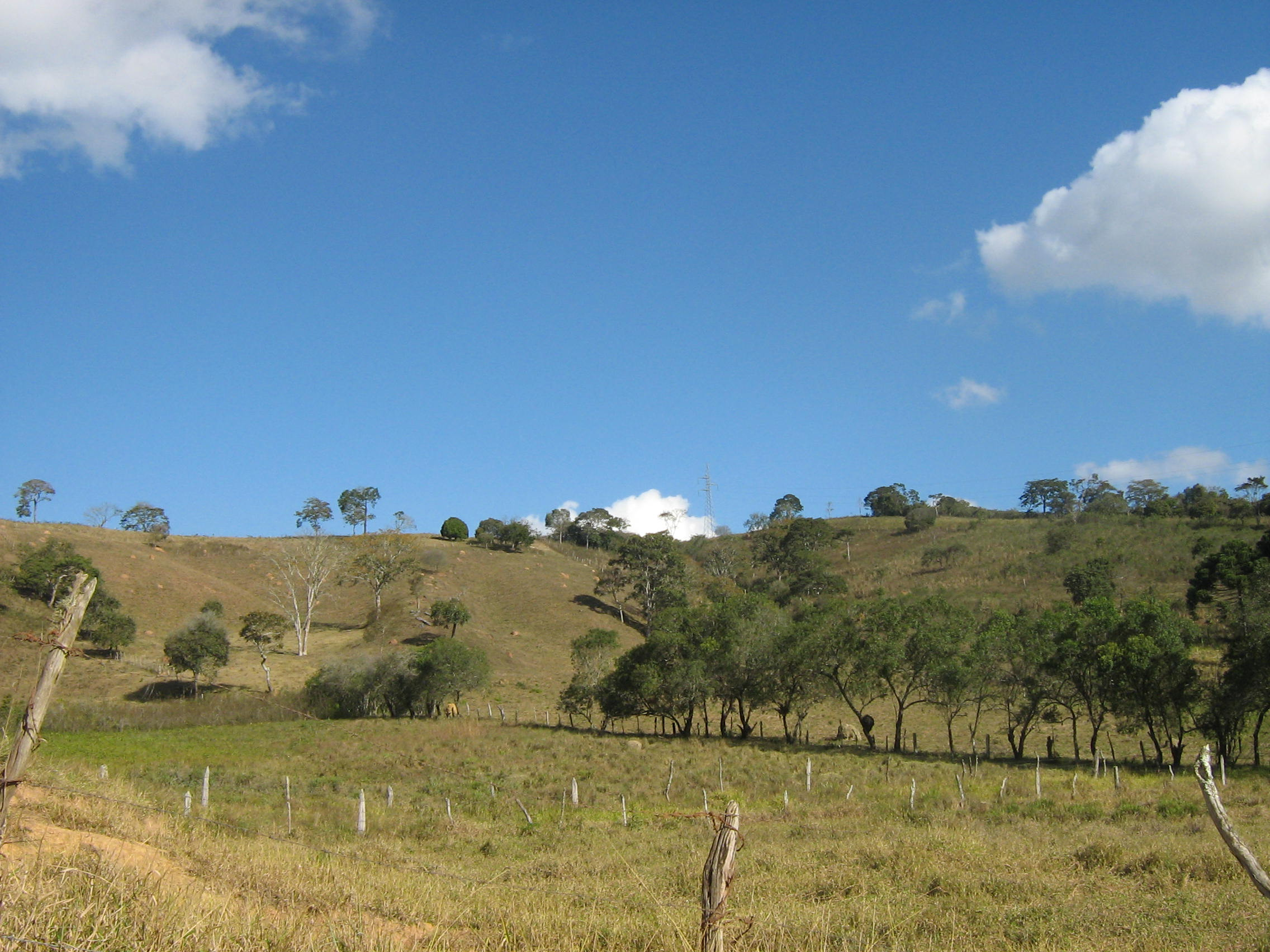
Relevo ondulado na zona rural

A área do município, segundo o Instituto Brasileiro de Geografia e Estatística (IBGE), é de 89,42 km², sendo que 0,3682 km² constituem a zona urbana. Situa-se a 21°54'40" de latitude sul e 44°15'21" de longitude oeste e está a uma distância de 323 quilômetros a sul da capital mineira. Seus municípios limítrofes são Bom Jardim de Minas, a leste; Andrelândia, a norte e oeste; e Liberdade, a sul.
De acordo com a divisão regional vigente desde 2017, instituída pelo IBGE, o município pertence às Regiões Geográficas Intermediária e Imediata de Juiz de Fora. Até então, com a vigência das divisões em microrregiões e mesorregiões, fazia parte da microrregião de Andrelândia, que por sua vez estava incluída na mesorregião do Sul e Sudoeste de Minas.

### Relevo e hidrografia
O relevo do município de Arantina é predominantemente ondulado. Aproximadamente 60 % do território arantinense é coberto por áreas onduladas, enquanto em cerca de 30 % há o predomínio de mares de morros em terrenos montanhosos, e os 10 % restantes são lugares planos. A altitude máxima encontra-se na Serra do Caxambu, que chega aos 1 379 metros, enquanto que a altitude mínima está na foz do córrego Capixingui no rio Turvo Pequeno, com 1 030 metros. Já o ponto central da cidade está a 1 050 m.
O território é banhado por vários mananciais, sendo os principais o córrego Capixingui e o rio Turvo Pequeno, fazendo parte da bacia do rio Grande. O Turvo Pequeno corta o território municipal, sendo que há projetos de drenagem de sua sub-bacia. Dele é extraída boa parte da água que é fornecida às cidades de Arantina e Andrelândia.

### Clima
O clima arantinense é caracterizado, segundo o IBGE, como tropical mesotérmico brando úmido (tipo Cwb segundo Köppen), tendo temperatura média anual de 21,2 °C com invernos secos e frios e verões chuvosos com temperaturas amenas. O mês mais quente, janeiro, tem temperatura média de 24,1 °C, sendo a média máxima de 29,4 °C e a mínima de 18,9 °C. E o mês mais frio, julho, de 17,3 °C, sendo 24,8 °C e 9,8 °C as médias máxima e mínima, respectivamente. Outono e primavera são estações de transição.
A precipitação média anual é de 1412,9 mm, sendo agosto o mês mais seco, quando ocorrem apenas 13,9 mm. Em dezembro, o mês mais chuvoso, a média fica em 259,8 mm. Nos últimos anos, entretanto, os dias quentes e secos durante o inverno têm sido cada vez mais frequentes, não raro ultrapassando a marca dos 28 °C, especialmente entre julho e setembro. Em agosto de 2010, por exemplo, a precipitação de chuva na região de Arantina não passou dos 0 mm. Durante a época das secas e em longos veranicos em pleno período chuvoso também são comuns registros de queimadas em morros e matagais, principalmente na zona rural da cidade, o que contribui com o desmatamento e com o lançamento de poluentes na atmosfera, prejudicando ainda a qualidade do ar.
| Dados climatológicos para Arantina | Dados climatológicos para Arantina | Dados climatológicos para Arantina | Dados climatológicos para Arantina | Dados climatológicos para Arantina | Dados climatológicos para Arantina | Dados climatológicos para Arantina | Dados climatológicos para Arantina | Dados climatológicos para Arantina | Dados climatológicos para Arantina | Dados climatológicos para Arantina | Dados climatológicos para Arantina | Dados climatológicos para Arantina | Dados climatológicos para Arantina |
| Mês                                | Jan                                | Fev                                | Mar                                | Abr                                | Mai                                | Jun                                | Jul                                | Ago                                | Set                                | Out                                | Nov                                | Dez                                | Ano                                |
| ---------------------------------- | ---------------------------------- | ---------------------------------- | ---------------------------------- | ---------------------------------- | ---------------------------------- | ---------------------------------- | ---------------------------------- | ---------------------------------- | ---------------------------------- | ---------------------------------- | ---------------------------------- | ---------------------------------- | ---------------------------------- |
| Temperatura máxima média (°C)      | 29,4                               | 29,4                               | 29,4                               | 27,6                               | 25,8                               | 24,8                               | 24,8                               | 26                                 | 26,8                               | 27,5                               | 28,2                               | 28,5                               | 27,3                               |
| Temperatura mínima média (°C)      | 18,9                               | 18,8                               | 18,2                               | 15,9                               | 12,9                               | 10,8                               | 9,8                                | 11,2                               | 13,9                               | 16                                 | 17,2                               | 18,2                               | 15,1                               |
| Precipitação (mm)                  | 248,6                              | 223,2                              | 173,2                              | 66,5                               | 37,1                               | 22,5                               | 14,7                               | 13,9                               | 51,6                               | 118                                | 183,8                              | 259,8                              | 1 412,9                            |
| Fonte: Somar Meteorologia          |                                    |                                    |                                    |                                    |                                    |                                    |                                    |                                    |                                    |                                    |                                    |                                    |                                    |

### Fauna e flora
A vegetação da cidade é formada por duas classes de formações fisionômicas ecológicas nativas, sendo estas a Florestal (pela Mata Atlântica) e o Campestre; ocorrendo também a vegetação exótica ou monoculturas. Estas, associadas à topografia acidentada, resultam numa cobertura vegetal diversificada, constituindo, assim, um complexo vegetacional formado por mosaicos de comunidades de diferentes fisionomias. Destacam-se na Mata Atlântica árvores como os ipês, jacarandás, angicos, quaresmeiras, araucárias e cedro.

## Demografia
Em 2010, a população do município foi contada pelo Instituto Brasileiro de Geografia e Estatística (IBGE) em 2 823 habitantes. Segundo o censo daquele ano, 1 415 habitantes eram homens e 1 408 habitantes mulheres. Ainda segundo o mesmo censo, 2 633 habitantes viviam na zona urbana e 190 na zona rural. Já segundo estatísticas divulgadas em 2018, a população municipal era de 2 804 habitantes.
Em 2010, segundo dados do Censo IBGE daquele ano, a população arantinense era composta por 2 196 brancos (77,79%); 216 negros (7,65%); 1 amarelo (0,04%); e 410 pardos (14,52%). Considerando-se a região de nascimento, 18 eram nascidos na Região Nordeste (0,63%) e 2 792 no Sudeste (98,91%) e cinco no Sul (0,18%). 2 404 habitantes eram naturais do estado de Minas Gerais (90,3%) e, desse total, 1 382 eram nascidos em Arantina (48,96%). Entre os 367 naturais de outras unidades da federação, o Rio de Janeiro era o estado com maior presença, com 270 pessoas (9,58%), seguido por São Paulo, com 60 residentes (2,13%), e pelo Espírito Santo, com seis habitantes residentes no município (0,20%).
O Índice de Desenvolvimento Humano Municipal (IDH-M) de Arantina é considerado médio pelo Programa das Nações Unidas para o Desenvolvimento (PNUD), sendo que seu valor é de 0,697 (o 240º maior do estado de Minas Gerais. A cidade possui a maioria dos indicadores próximos ou acima em relação à média nacional segundo o PNUD. Considerando-se apenas o índice de educação o valor é de 0,641, o valor do índice de longevidade é de 0,834 e o de renda é de 0,633. Segundo o IBGE, no ano de 2003 o coeficiente de Gini, que mede a desigualdade social, era de 0,39, sendo que 1,00 é o pior número e 0,00 é o melhor. Naquele ano, a incidência da pobreza, medida pelo IBGE, era de 42,15%, o limite inferior da incidência de pobreza era de 29,79%, o superior era de 27,35% e a incidência da pobreza subjetiva era de 36,50%.
De acordo com dados do censo de 2010 realizado pelo IBGE, a população de Arantina está composta por: 2 553 católicos (90,42%), 214 evangélicos (7,58%), 35 pessoas sem religião (1,24%), 7 espíritas (0,26%) e 0,5% estão divididas entre outras religiões.

## Política e administração
A administração municipal se dá pelos Poderes Executivo e Legislativo. O Executivo é exercido pelo prefeito, auxiliado pelo seu gabinete de secretários. O atual prefeito é Francisco Carlos Ferreira Alves, o Cacá, do DEM, eleito nas eleições municipais de 2016 com 52,14% dos votos válidos e empossado em 1º de janeiro de 2017, ao lado de Adriano como vice-prefeito. O Poder Legislativo, por sua vez, é constituído pela câmara municipal, composta por nove vereadores. Cabe à casa elaborar e votar leis fundamentais à administração e ao Executivo, especialmente o orçamento participativo (Lei de Diretrizes Orçamentárias).
Em complementação ao processo Legislativo e ao trabalho das secretarias, existem também conselhos municipais em atividade, entre os quais dos direitos da criança e do adolescente (criado em 1995) e tutelar (2005). Arantina se rege por sua lei orgânica, que foi promulgada em 18 de março de 1990, e é termo da Comarca de Andrelândia, do Poder Judiciário estadual, de primeira entrância. O município possuía, em fevereiro de 2019, 2 560 eleitores, de acordo com o Tribunal Superior Eleitoral (TSE), o que representa 0,016% do eleitorado mineiro.

## Economia

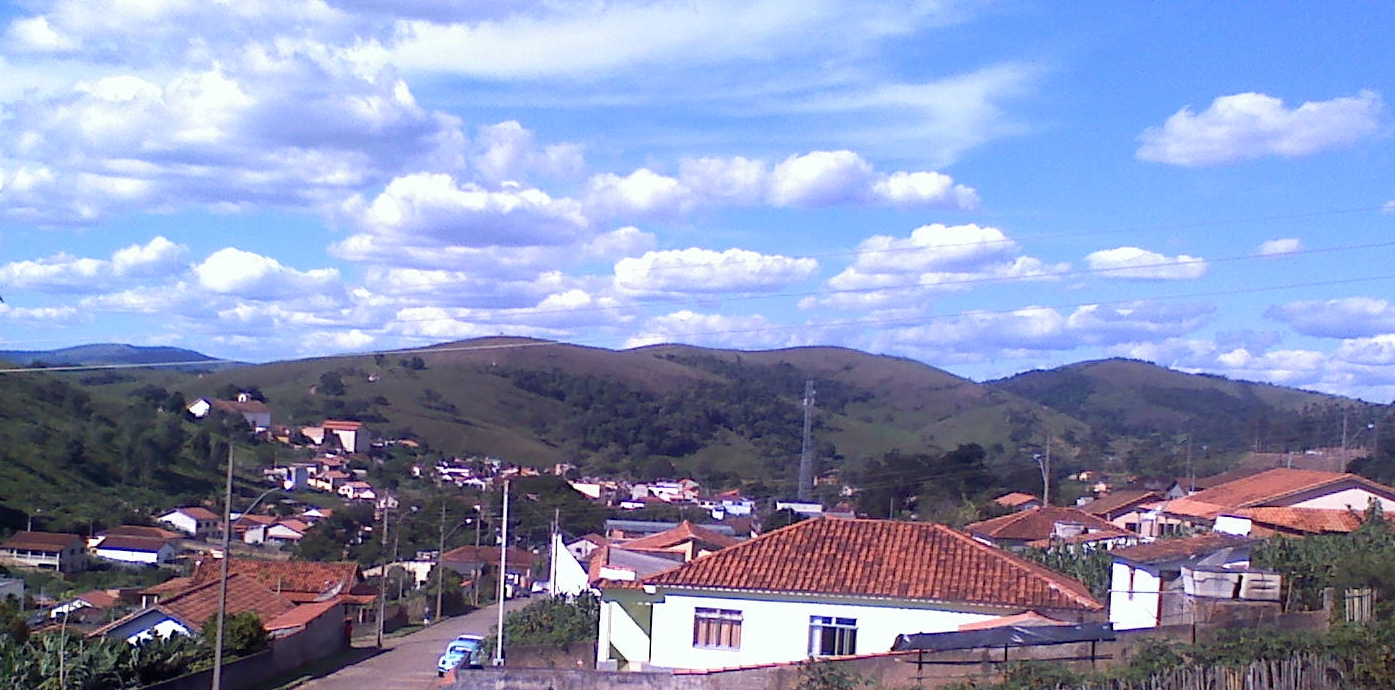
Vista parcial da cidade

O Produto Interno Bruto (PIB) de Arantina é um dos maiores de sua microrregião, destacando-se na área de prestação de serviços. De acordo com dados do IBGE, relativos a 2010, o PIB do município era de R$ 17 251 mil. 537 mil eram de impostos sobre produtos líquidos de subsídios a preços correntes. O PIB per capita é de R$ 6 110,81 Em 2011 havia 519 trabalhadores categorizados como pessoal ocupado total e 447 se enquadravam como ocupado assalariado. Salários juntamente com outras remunerações somavam 4 599 mil reais e o salário médio mensal de todo município era de 1,5 salários mínimos. Havia 83 unidades locais e 82 empresas atuantes.
A agricultura é o setor menos relevante na economia de Arantina. Em 2010, de todo o PIB da cidade, 1 328 mil reais era o valor adicionado bruto da agropecuária. Segundo o IBGE, em 2011, o município possuía um rebanho de 1 702 bovinos, 217 equinos, 27 muares, 362 suínos e 2 422 aves, entre estas 1 349 galinhas e 1 073 galos, frangos e pintinhos. Em 2011 a cidade produziu 1 396 mil litros de leite de 693 vacas, 12 mil dúzias de ovos de galinha e 602 quilos de mel de abelha. Na lavoura temporária são produzidos principalmente o feijão (28 toneladas produzidas e 20 hectares cultivados) e o milho (1 485 produzidas e 450 hectares cultivados).
A indústria, em 2010, era o segundo setor mais relevante para a economia do município. 1 721 reais do PIB municipal eram do valor adicionado bruto da indústria (setor secundário). Em 2000, 204 pessoas estavam ocupadas no setor industrial. O movimento comercial arantinense também se expandido desde o início da década de 1990, como sinal do crescimento econômico, da modernização e, consequentemente, do progresso da cidade, apesar da lentidão com que se desenvolveu antes da década de 90. Também em 2000, 140 pessoas estavam ocupadas no setor comercial e 445 dedicavam-se à prestação de serviços e, em 2010, 13 665 reais do PIB municipal eram do valor adicionado bruto do setor terciário.

## Infraestrutura

### Habitação e serviços básicos

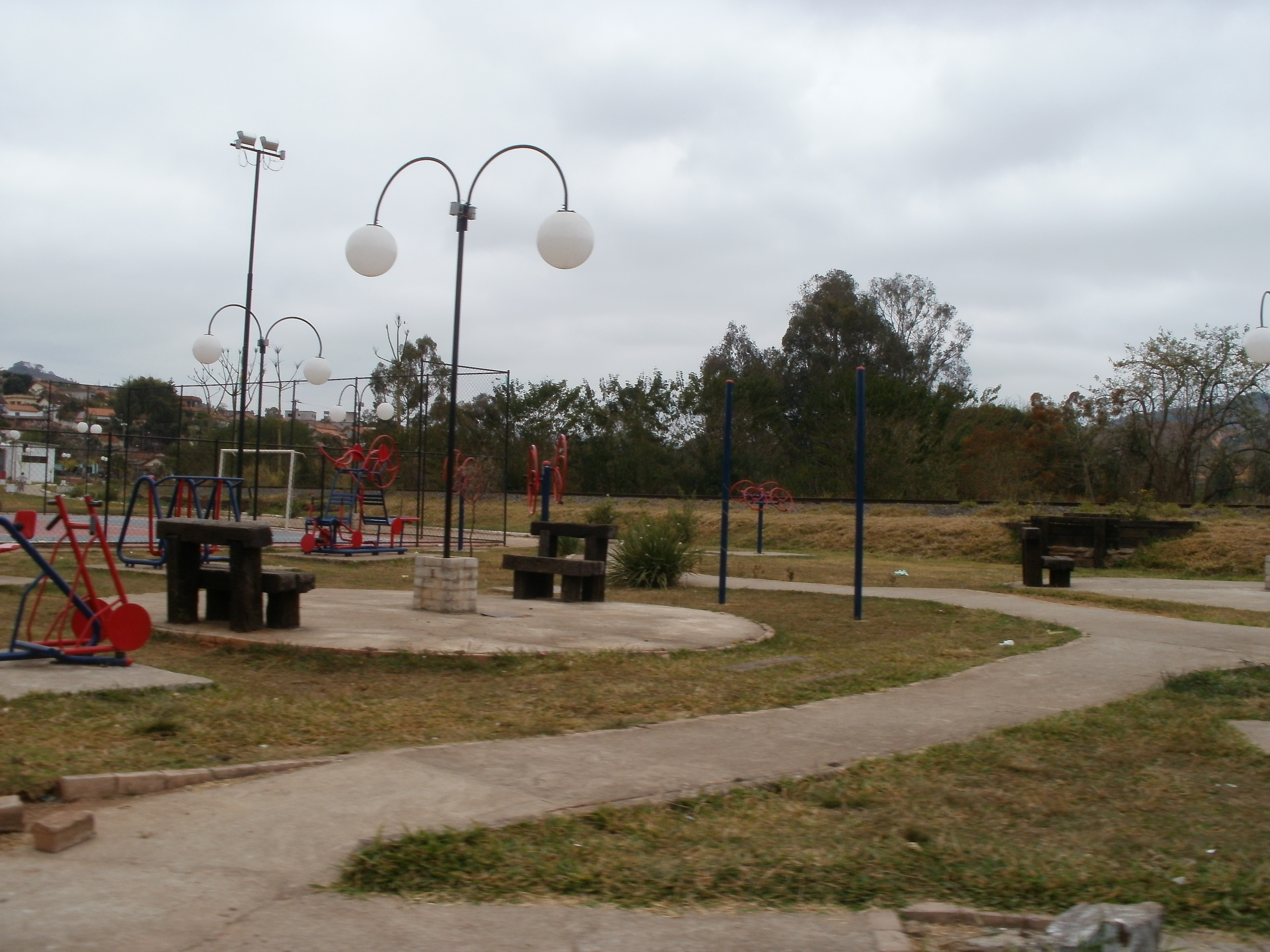
Praça de Arantina

No ano de 2010 a cidade tinha 932 domicílios particulares permanentes. Desse total, 900 eram casas e 32 eram apartamentos. Do total de domicílios, 766 são imóveis próprios (todos próprios já quitados); 117 foram alugados; 48 foram cedidos (44 cedidos por empregador e quatro cedidos de outra forma) e cinco foram ocupados de outra maneira. Parte dessas residências contava com água tratada, energia elétrica, esgoto, limpeza urbana, telefonia fixa e telefonia celular. 861 domicílios eram atendidos pela rede geral de abastecimento de água (92,38% do total); 927 (99,98%) possuíam banheiros para uso exclusivo das residências; 868 (93,13% deles) eram atendidos por algum tipo de serviço de coleta de lixo disponibilizado pela prefeitura; e 921 (98,81%) possuíam abastecimento de energia elétrica.
Atualmente (2013) a responsável pelo serviço é a Companhia Energética de Minas Gerais (Cemig). Segundo a empresa, em 2003 havia 1 103 consumidores e foram consumidos 1 508 838 KWh de energia. Já o serviço de coleta de esgoto da cidade é feito pela prefeitura, enquanto que Companhia de Saneamento de Minas Gerais (Copasa) é a responsável pelo abastecimento de água, que é extraída do rio Turvo Pequeno e é fornecida também à cidade de Andrelândia. O código de área (DDD) de Arantina é 032 e o Código de Endereçamento Postal (CEP) vai de 37360-000 a 37369-999. No dia 3 de novembro de 2008 o município passou a ser servido pela portabilidade, juntamente com outros municípios com o mesmo DDD. A portabilidade é um serviço que possibilita a troca da operadora sem a necessidade de se trocar o número do aparelho.
Entre 2006 e 2008, as taxas de homicídios e óbitos por acidentes de transito foram nulas em Arantina. Em 2006 e 2007 também não ocorreram óbitos por suicídios, porém em 2008 foi registrada uma morte deste cunho.

### Saúde e educação

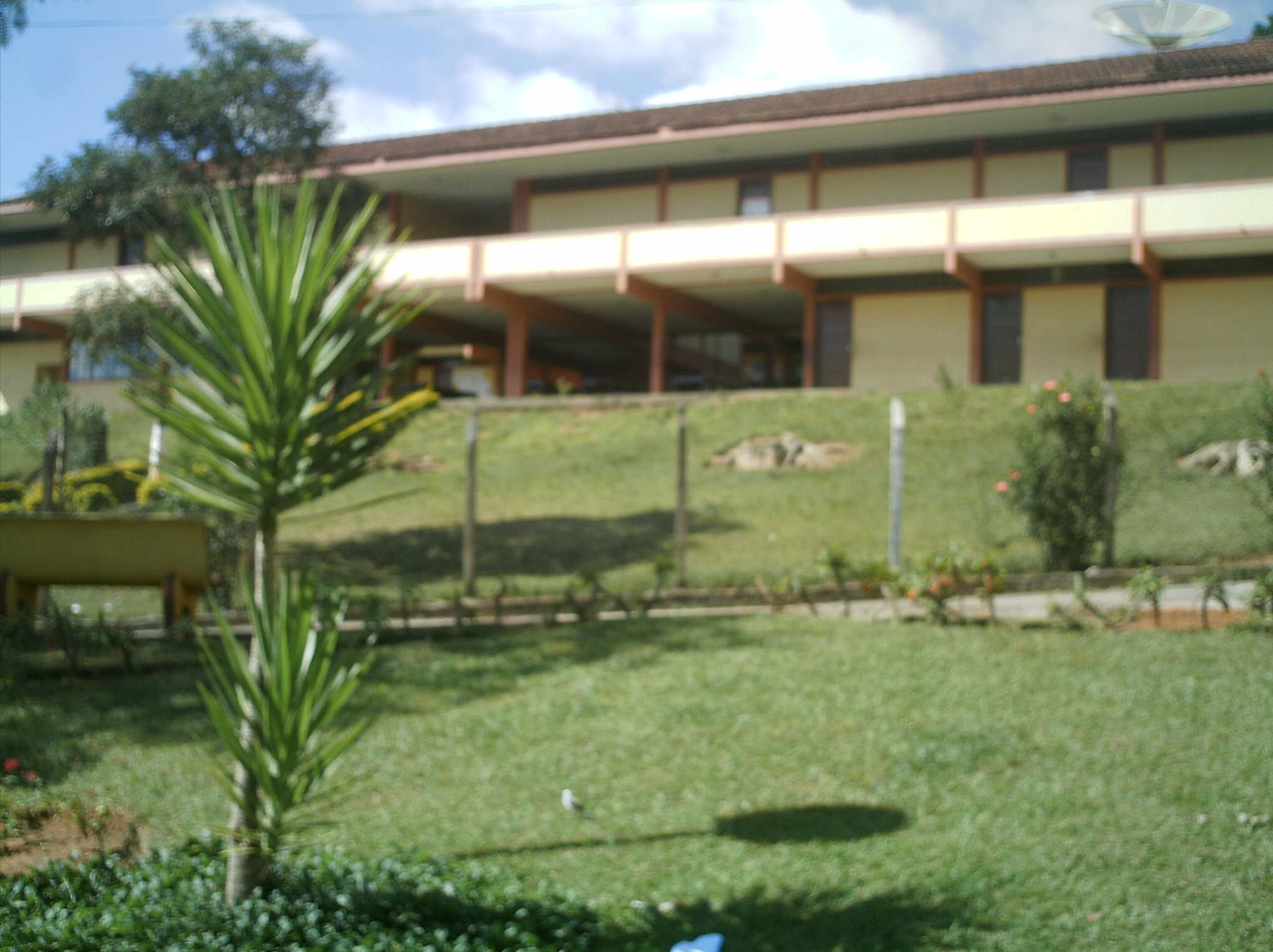
Escola Estadual Pe. Franscisco Rey

Em 2009, o município possuía dois estabelecimentos de saúde entre hospitais, prontos-socorros, postos de saúde e serviços odontológicos, sendo ambos públicos, pertencentes à rede municipal e integrantes do Sistema Único de Saúde (SUS). Em 2012, 99,5% das crianças menores de 1 ano estavam com a carteira de vacinação em dia. Em 2010 foram registrados 24 nascidos, sendo que o índice de mortalidade infantil neste ano foi nulo. Também em 2010, 29,2% do total de mulheres grávidas eram de meninas que tinham menos de 20 anos. 0,5% das 1 498 crianças pesadas pelo Programa Saúde da Família estavam desnutridos.
Na área da educação, o Índice de Desenvolvimento da Educação Básica (IDEB) médio entre as escolas públicas de Arantina era, no ano de 2011, de 5,7 (numa escala de avaliação que vai de nota 1 a 10), sendo que a nota obtida por alunos do 5º ano (antiga 4ª série) foi de 6,3 e do 9º ano (antiga 8ª série) foi de 5,1; o valor das escolas públicas de todo o Brasil era de 4,0. O município contava, em 2012, com aproximadamente 613 matrículas nas únicas instituições de ensino da cidade, a Escola Estadual Padre Francisco Rey e a Escola Municipal Zara de Paula.
Em 2010, de acordo com dados da amostra do censo demográfico, da população total, 727 habitantes frequentavam creches e/ou escolas. Desse total, 26 frequentavam creches, 74 estavam no ensino pré-escolar, 82 na classe de alfabetização, seis na alfabetização de jovens e adultos, 336 no ensino fundamental, 150 no ensino médio, 37 na educação de jovens e adultos do ensino médio e 16 em cursos superiores de graduação. 956 pessoas não frequentavam unidades escolares, sendo que 406 nunca haviam frequentado e 1 690 haviam frequentado alguma vez. No mesmo ano, 21,6% das crianças com faixa etária entre sete e quatorze anos não estavam cursando no ensino fundamental. A taxa de conclusão, entre jovens de 15 a 17 anos, era de 85,0% e o percentual de alfabetização de jovens e adolescentes entre 15 e 24 anos era de 98,0%. A distorção idade-série entre alunos do ensino fundamental, ou seja, com com idade superior à recomendada, era de 21,6% para os anos iniciais e 23,4% nos anos finais e, no ensino médio, a defasagem chegava a 23,4%.
| Ensino pré-escolar | 424 | 7  | 1 |
| Ensino fundamental | 124 | 31 | 1 |
| Ensino médio       | 65  | 11 | 1 |

### Transportes

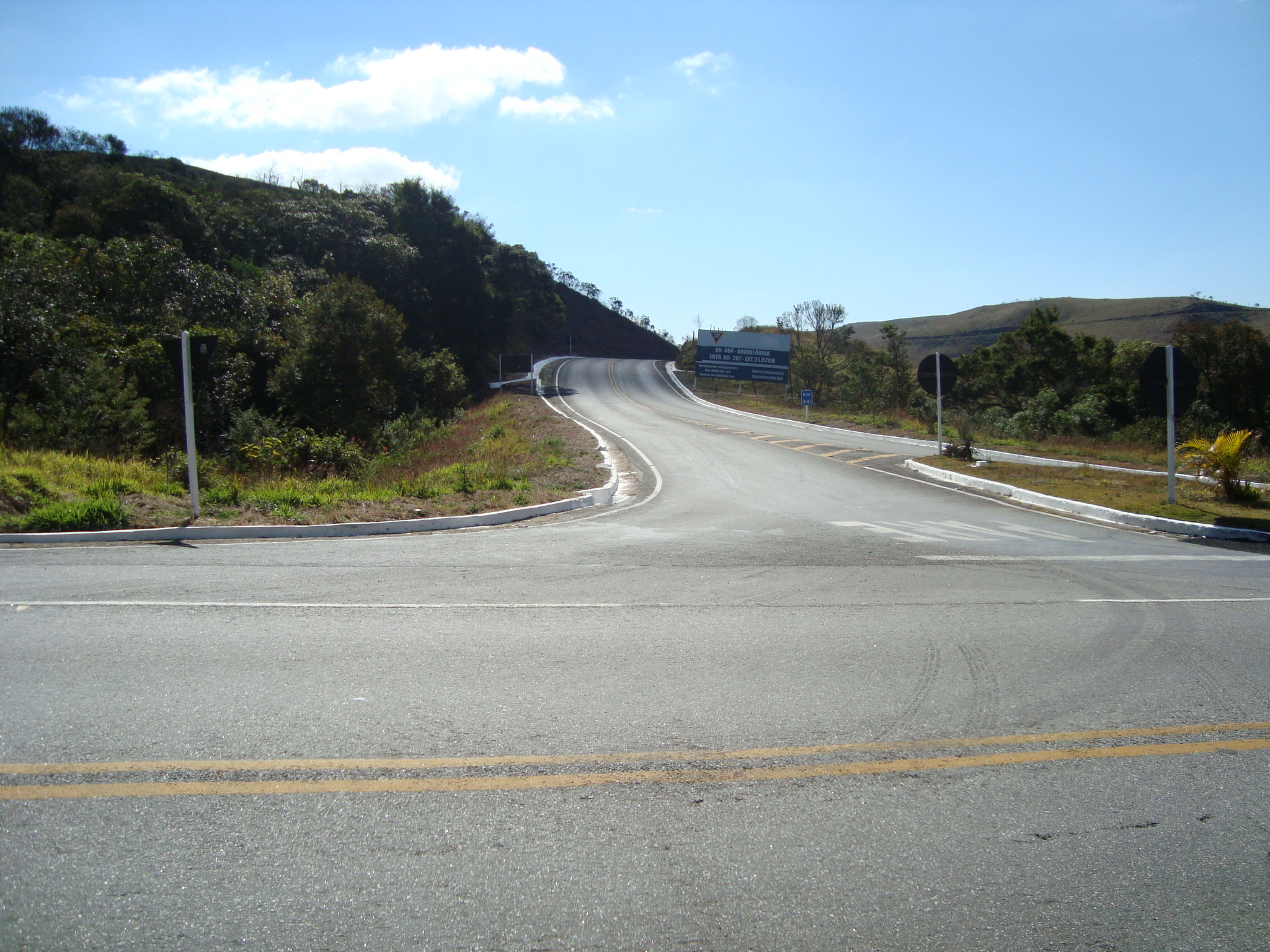
Entroncamento da BR-494 com a BR-267 em Arantina

A frota municipal no ano de 2012 era de 705 veículos, sendo 439 automóveis, 32 caminhões, 42 caminhonetes, 14 caminhonetas, um micro-ônibus, 158 motocicletas, dez motonetas, três ônibus e seis classificados como outros tipos de veículos. O terminal rodoviário mais próximo de Arantina situa-se em Bom Jardim de Minas, atendendo aos municípios com linhas que os ligam a vários destinos do estado de Minas Gerais e do Rio de Janeiro. Arantina é atendida pela BR-267 – que inicia-se na cidade de Leopoldina, no entroncamento com a BR-116, e prossegue até a fronteira do Brasil com o Paraguai em Porto Murtinho, Mato Grosso do Sul – e pela BR-040 – que começa em Brasília e termina na cidade do Rio de Janeiro.
Na década de 1890, Arantina passou a ter transporte ferroviário, sendo atendida pela Estrada de Ferro Sapucaí e pela Estrada de Ferro Oeste de Minas, que pretendia ligar o sul de Goiás a Angra dos Reis, no Rio de Janeiro, passando por Barra Mansa (RJ); no entanto operou apenas linhas entre Barra Mansa e Ribeirão Vermelho (MG). As obras da ferrovia foram responsáveis pela chegada dos primeiros habitantes do atual município, sendo que a estação da cidade veio a ser inaugurada em 21 de junho de 1914 e funcionou até 26 de agosto de 1996, quando a ferrovia foi desativada para o transporte de passageiros, ficando restrita ao transporte de cargas. O terminal foi transformado em museu e centro cultural pouco tempo depois. Atualmente também há alguns aeroportos que operam próximos a Arantina, como o Aeroporto Francisco Álvares de Assis (IATA: JDF, ICAO: SBJF), em Juiz de Fora, situado a cerca de 110 km do centro do município, e está em construção o Aeroporto Regional Vale do Aço, em Volta Redonda, no Rio de Janeiro, a 90 km da cidade.

## Cultura

### Atrativos e instituições

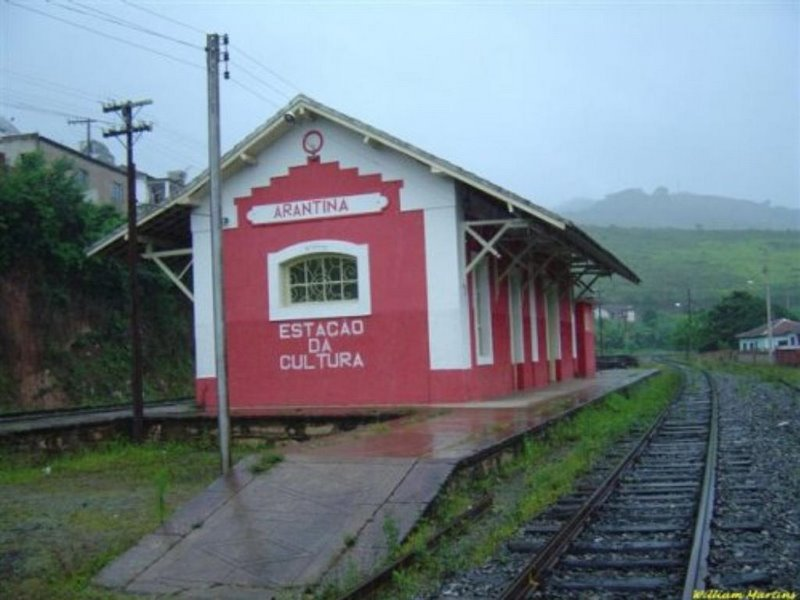
Prédio da Estação da Cultura, antiga estação ferroviária da cidade.

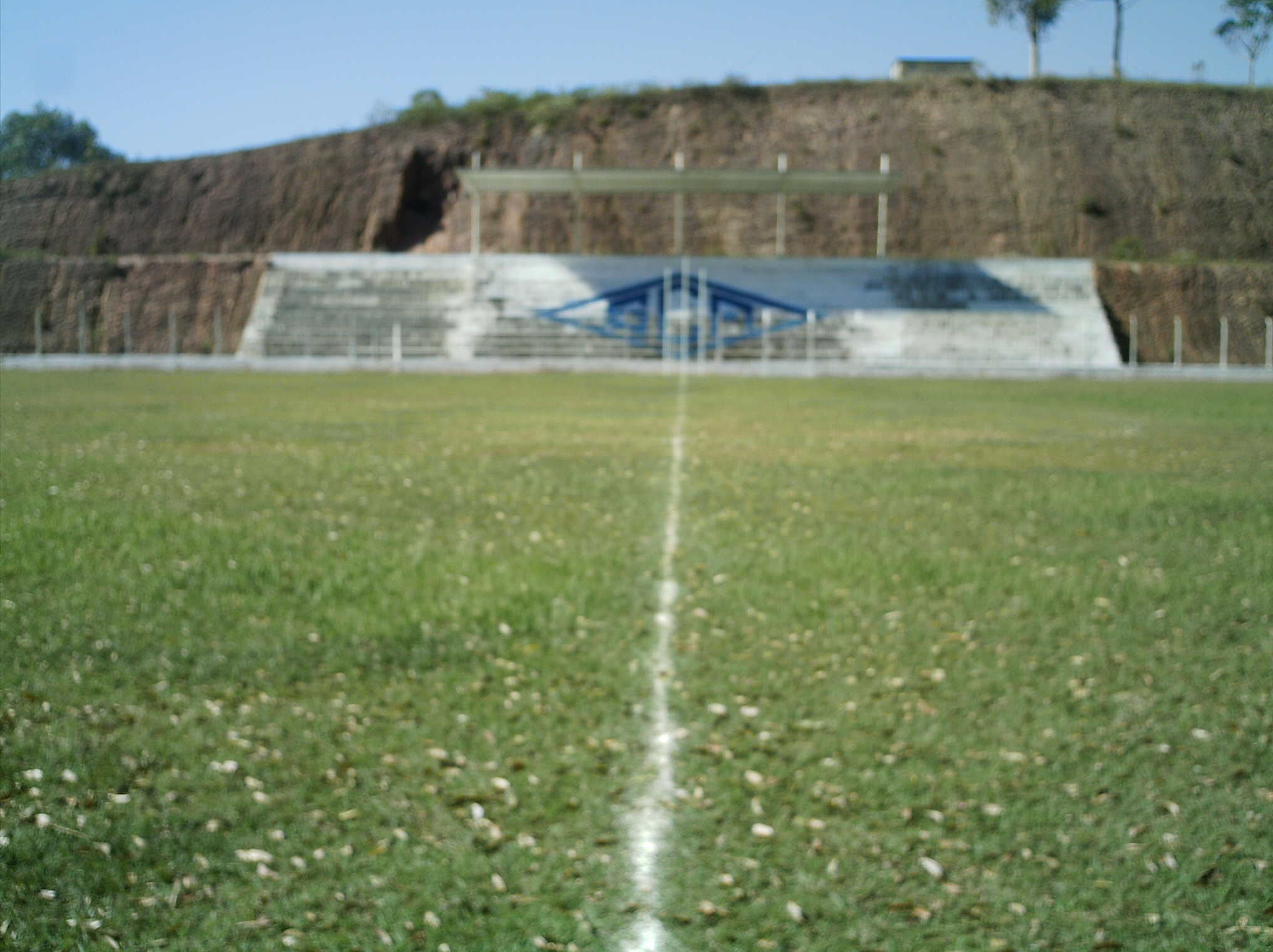
Interior do Estádio Municipal de Arantina

Para estimular o desenvolvimento socioeconômico local, a prefeitura de Arantina, juntamente ou não com instituições locais, passou a investir mais no segmento de festas e eventos. Os principais eventos são: as comemorações do aniversário da cidade, que é celebrado em 1º de março, porém com programações que se estendem por mais de uma semana; o carnaval de Arantina, em fevereiro ou março, com a realização de shows com bandas regionais e desfiles de blocos carnavalescos do município; as missas, celebrações e procissões da Semana Santa, em março ou abril; e as comemorações de Nossa Senhora Aparecida, anualmente em outubro.
O Conselho Municipal de Cultura é o órgão em complementação ao processo legislativo que versa o setor cultural do município, sendo composto obrigatoriamente por representantes dos vários. Além dos órgãos públicos, também há a atuação de outras entidades no setor cultural municipal, como a Corporação Musical Arantinense, criado na década de 1960, atuando nos principais eventos cívicos e festas religiosas da cidade.
Dentre os espaços culturais, destaca-se a existência de duas bibliotecas, um museu, um teatro e um ginásio poliesportivo, segundo o IBGE em 2005. Recentemente foi instalado o Museu Municipal, pioneiro da região com extenso acervo cultural que remete à história local. O artesanato também é uma das formas mais espontâneas da expressão cultural arantinense. Segundo o IBGE, as principais atividades artesanais desenvolvidas em Arantina eram o bordado, trabalhos com madeira e tapeçaria.

### Feriados
Em Arantina há dois feriados municipais e oito feriados nacionais, além dos pontos facultativos. Os feriados municipais são: o dia da emancipação política da cidade, em 1º de março; e o dia de Nossa Senhora Aparecida, padroeira municipal, em 12 de outubro. De acordo com a lei federal nº 9.093, aprovada em 12 de setembro de 1995, os municípios podem ter no máximo quatro feriados municipais com âmbito religioso, já incluída a Sexta-Feira Santa.